# エダウチクサネム
エダウチクサネム（枝打草合歓、学名：Aeschynomene americana）はマメ科クサネム属の木本状多年生草本。

## 特徴
茎などに剛毛を多数有する。枝を多数分枝して高さ1–2 mに達する。葉は短い葉柄があり互生、偶数羽状複葉で長さ4–10 cm、オジギソウの羽片に似た形状。小葉は10–25対で、長楕円形で長さ1 cmほど、幅2 mmほど、先は鋭尖形。オジギソウと同様に触れると葉を閉じる。花冠は直径10–15 mm、茶褐色を帯び淡橙色。萼も有毛。豆果は3–9節からなる平たい節果で上側にやや反り返り、下側は半円形に膨らむ。よく分枝することからエダウチクサネムと名付けられた。各部に剛毛が多く、花色及び節果の上下形状が在来種のクサネムとは異なる。
なお、本種の別名とされることがあるアメリカクサネムの名は、日本に帰化していると誤認されたAeschynomene virginicaに付けられたものであり、エダウチクサネムであるA. americanaにも誤って用いられ混乱の元ともなったため、アメリカクサネムの名は廃棄すべきとされる。

## 分布と生育環境
中南米原産で西インド諸島～米国に帰化。沖縄県内各地にも帰化し、路傍、荒地、空地に生育。

## ギャラリー
- 羽状複葉
- 草姿